# Nornica amerykańska
Nornica amerykańska (Clethrionomys gapperi) – gatunek ssaka z podrodziny karczowników (Arvicolinae) w obrębie rodziny chomikowatych (Cricetidae).

## Zasięg występowania
Nornica amerykańska występuje w Ameryce Północnej zamieszkując w zależności od podgatunku:

- C. gapperi gapperi – południowo-wschodnia Manitoba, południowe Ontario, północna Minnesota i Wisconsin na wschód przez region Wielkich Jezior do wschodniego Quebecu.
- C. gapperi arizonensis – Góry Białe, środkowo-wschodnia Arizona, Stany Zjednoczone.
- C. gapperi athabascae – od północno-wschodniej Kolumbii Brytyjskiej na wschód do zachodniej Manitoby, Kanada.
- C. gapperi brevicaudus – izolowany zasięg w północno-wschodnim Wyoming i środkowo-zachodniej Dakocie Południowej, Stany Zjednoczone.
- C. gapperi carolinensis – południowe Appalachy od południa Wirginii do skrajnie północnej Georgii, Stany Zjednoczone.
- C. gapperi cascadensis – Góry Kaskadowe w środkowym Waszyngtonie, Stany Zjednoczone.
- C. gapperi caurinus – przybrzeżna Kolumbia Brytyjska, Kanada.
- C. gapperi galei – od skrajnej południowej Alberty, Kanada, od południowego do środkowego Utah, Stany Zjednoczone.
- C. gapperi gaspeanus – półwysep Gaspésie we wschodnim Quebecu i skrajnie północnym Nowym Brunszwiku, Kanada.
- C. gapperi gauti – od południowego Kolorado na południe do środkowego Nowego Meksyku, Stany Zjednoczone.
- C. gapperi hudsonius – na południe od Zatoki Hudsona w Manitobie, Ontario i Quebecu, Kanada.
- C. gapperi idahoensis – zachodni Oregon, Idaho, zachodnia Montana i zachodnie Wyoming, Stany Zjednoczone.
- C. gapperi limitis – góry środkowo-zachodniego Nowego Meksyku, Stany Zjednoczone.
- C. gapperi loringi – południowo-wschodnia Alberta, południowy Saskatchewan i południowa Manitoba, Kanada oraz północna Montana, Dakota Północna, skrajnie północna Dakota Południowa, większa część Minnesoty i północno-środkowa Iowa, Stany Zjednoczone.
- C. gapperi maurus – niewielki zasięg we wschodnim Kentucky i Wirginii, Stany Zjednoczone.
- C. gapperi nivarius – góry Olympic w Waszyngtonie, Stany Zjednoczone.
- C. gapperi occidentalis – skrajne południowe wybrzeże Kolumbii Brytyjskiej, Kanada i północno-zachodnie wybrzeże Waszyngtonu, Stany Zjednoczone.
- C. gapperi ochraceus – Wyspa Księcia Edwarda, Nowy Brunszwik i skrajnie południowo-wschodni Quebec, Kanada, na południe wzdłuż wybrzeża Oceanu Atlantyckiego do Massachusetts, Stany Zjednoczone.
- C. gapperi pallescens – Nowa Szkocja, Kanada.
- C. gapperi paludicola – północno-wschodnie Ohio i północno-zachodnia Pensylwania, Stany Zjednoczone.
- C. gapperi phaeus – południowe wybrzeże południowo-wschodniej Alaski, Stany Zjednoczone, do Fortu Simpson, w środkowo-wschodnia Kolumbii Brytyjskiej, Kanada.
- C. gapperi proteus – północno-wschodni Quebec i Labrador, Kanada.
- C. gapperi rhoadsii – ograniczony zasięg w południowo-wschodnim Nowym Jorku i przyległym New Jersey, Stany Zjednoczone.
- C. gapperi rupicola – znany tylko z góry Kittatinny, wschodnia Pensylwania, Stany Zjednoczone.
- C. gapperi saturatus – północna Kolumbia Brytyjska, Kanada, od południowego do północnego Waszyngtonu, północne Idaho i północna Montana, Stany Zjednoczone.
- C. gapperi solus – ograniczony do wyspy Revillagigedo, południowo-wschodnia Alaska, Stany Zjednoczone.
- C. gapperi stikinensis – północno-wschodnie wybrzeże południowo-wschodniej Alaski, Stany Zjednoczone i zachodnia Kolumbia Brytyjska, Kanada.
- C. gapperi ungava – północny Quebec, Kanada.
- C. gapperi wrangeli – Sergief Island i Wyspa Wrangla, południowo-wschodnia Alaska, Stany Zjednoczone.

## Taksonomia
Gatunek po raz pierwszy zgodnie z zasadami nazewnictwa binominalnego opisał w 1830 roku irlandzki zoolog Nicholas Aylward Vigors nadając mu nazwę Myodes gapperi. Holotyp pochodził spomiędzy Toronto a jeziorem Simcoe, w Ontario, w Kanadzie.
Gryzonie te są spokrewnione z nornicami rudogrzbietymi (C. rutilus) (z którymi się swobodnie krzyżują), ale reprezentują odrębny gatunek. C. gapperi mogą reprezentować kompleks gatunkowy. Autorzy Illustrated Checklist of the Mammals of the World rozpoznają dwadzieścia dziewięć podgatunków.

### Etymologia
- Clethrionomys: gr. κλειθρον kleithron „zarośla, żywopłot”[36]; μυς mus, μυος muos „mysz”[37].
- gapperi: dr. Anthony Gapper (1799–1883), angielski lekarz, właściciel ziemski, papiernik[38].
- arizonensis: Arizona, Stany Zjednoczone[39].
- athabascae: rzeka Athabaska, Kanada[17].
- brevicaudus: łac. brevis „krótki”; cauda „ogon”[39].
- carolinensis: Karolina, Karoliny lub kolonie Karoliny, Stany Zjednoczone[39].
- cascadensis: Góry Kaskadowe (ang. Cascade Range), Kolumbia Brytyjska, Kanada / Waszyngton, Stany Zjednoczone[39].
- caurinus: łac. caurinus „z wiatru północno-zachodniego, północno-zachodni”, od caurus „wiatr północno-zachodni”[39].
- galei: Denis Gale (1828–1905), brytyjski ornitolog, kolekcjoner[3].
- gaspeanus: półwysep Gaspésie (ang. Gaspé Peninsula), Kanada[25].
- gauti: James H. Gaut, amerykański kolekcjoner[23] .
- hudsonius: Zatoka Hidsona, Kanada[39].
- idahoensis:Idaho, Stany Zjednoczone[39].
- limitis: łac. limes, limitis „granica, graniczny”[39].
- loringi: John Alden Loring (1871–1947) amerykański zoolog, przyrodnik polowy, kolekcjoner z Ameryki Północnej z lat 1892–1897 i tropikalnej Afryki z lat 1909–1910[12][40][39].
- maurus: łac. Maurus „Mauretańczyk, Afrykaniin” (tj. czarny, ciemny)[39].
- nivarius: łac. nivarius „śnegowy”, od nix, nivis „śnieg”[39].
- occidentalis: łac. occidentalis „zachodni”, od occidens, occidentis „zachód”, od occidere „ustawić, ułożyć”[39].
- ochraceus: nowołac. ochraceus „ochrowy”, od łac. ochra „ochra”, od gr. ωχρα ōkhra „żółta ochra”[39].
- pallescens: łac. pallescens, pallescentis „blady, żółtawy”, od pallescere „blednąć”, od pallere „być bladym”[39].
- paludicola: łac. paludicola „mieszkaniec bagna”, od palus, paludis „bagno, mokradło”; -cola „mieszkaniec”, od colere „mieszkać”[39].
- phaeus: gr. φαιος phaios „ciemny, brązowy, szary, mroczny”[39].
- proteus: botaniczny rodzaj Protea Linnaeus, 1735 (srebrnik), od Proteusza (gr. Πρωτευς Prōteus, łac. Proteus) w mitologii greckiej bóstwo morskie, który potrafił zmieniać swój kształt[39].
- rhoadsii: Samuel Nicholson Rhoads (1862–1952), amerykański przyrodnik, kolekcjoner ze Stanów Zjednoczonych i Ekwadoru[41].
- rupicola: nowołac. rupicolus „mieszkaniec klifu”, od łac. rupes, rupis „skała”, od rumpere „rozbić”; -cola „mieszkaniec”, od colere „mieszkać”[39].
- saturatus: łac. saturatus „bogato ubarwiony, ciemno ubarwiony, intensywnie ubarwiony”, od satur, satura „bogaty, obfity”, od satis „wystarczająco”[39].
- solus: łac. solus, solius „jednyn, sam”[39].
- stikinensis: rzeka Stikine, Kolumbia Brytyjska, Kanada[31].
- ungava: półwysep Ungava, Quebec, Kanada[39].
- wrangeli: Wyspa Wrangla, Stany Zjednoczone[11].

## Morfologia
Długość ciała (bez ogona) 100–114 mm, długość ogona 30–44 mm, długość tylnej stopy 19–21 mm; masa ciała 16–42 g.

## Ekologia
Zwierzęta te zamieszkują południową Kanadę, półwysep Labrador i północne Stany Zjednoczone; południowa granica obszaru występowania obejmuje Wielkie Równiny i Appalachy. Optymalnym środowiskiem dla nich jest poszycie leśne w lasach szpilkowych, z dużą ilością omszonych pni i gęstymi korzeniami. Zamieszkują także prerie, tundrę i torfowiska; na południu spotykane są w terenie skalistym, zamieszkują także mury porzucone przez ludzi. Są to zwierzęta głównie roślinożerne, choć jadają także grzyby i owady; w Kolorado stwierdzono, że latem nornice te jedzą niemal wyłącznie grzyby.
Są aktywne cały rok. Gnieżdżą się pod korzeniami i kłodami drewna, czasem używając w tym celu nor kretów i innych małych zwierząt. Rozmnażają się od połowy stycznia po listopad. Ciąża trwa 17–19 dni, w miocie jest od jednego do dziewięciu młodych. Młode samice rodzą 1–4 razy w roku, starsze do 6. Terytoria tych zwierząt obejmują od 0,25 do 3,5 akra.

## Populacja
Ze względu na bardzo szeroki zasięg występowania, jest to gatunek najmniejszej troski. Nie wykazują cyklicznych zmian liczebności.